# Estêvão de Gama (XVe siècle)
Pour les articles homonymes, voir Estêvão de Gama et Gama.
Pour l’article ayant un titre homophone, voir Gamma.
Estêvão de Gama (en portugais : Estêvão da Gama) est le père de Vasco de Gama (grand navigateur et premier Européen à découvrir les Indes).
Le deuxième fils de Vasco de Gama, Estêvão de Gama, gouverneur de l'Inde portugaise, né en 1505, a reçu le même prénom que son grand-père.